# Geroiskoje
Geroiskoje (russisch Геройское, deutsch Goythenen) ist ein Ort in der russischen Oblast Kaliningrad. Er gehört zur kommunalen Selbstverwaltungseinheit Stadtkreis Selenogradsk im Rajon Selenogradsk.

## Geographische Lage
Geroiskoje liegt 22 Kilometer nordwestlich der Stadt Kaliningrad (Königsberg) und zwei Kilometer südlich von Romanowo (Pobethen) an einer Nebenstraße, die Romanowo (an der russischen Fernstraße A 192) mit Rodniki (Radnicken) und Nisowka (Nadrau) (an der Hauptstraße Kaliningrad – Cholmogorowka (Fuchsberg) – Selenogradsk) verbindet. Die nächste Bahnstation ist Romanowo an der Bahnstrecke Kaliningrad–Swetlogorsk (Königsberg–Rauschen), der früheren Samlandbahn.

## Geschichte
Das kleine bis 1946 Goythenen genannte Samlanddorf wurde 1398 gegründet. Von 1874 bis 1945 gehörte es zum Amtsbezirk Pobethen im Landkreis Königsberg (Preußen) – 1939 bis 1945 Landkreis Samland – im Regierungsbezirk Königsberg der preußischen Provinz Ostpreußen.
In Kriegsfolge kam Goythenen innerhalb des gesamten nördlichen Ostpreußen im Jahr 1945 zur Sowjetunion. Im Jahr 1950 erhielt det Ort die russische Bezeichnung „Geroiskoje“ (von russisch geroi für ‚Held‘) und wurde gleichzeitig dem Dorfsowjet Romanowski selski Sowet im Rajon Primorsk zugeordnet. Von 2005 bis 2015 gehörte Geroiskoje zur Landgemeinde Kowrowskoje selskoje posselenije und seither zum Stadtkreis Selenogradsk.

### Einwohnerentwicklung
| Jahr | Einwohner |
| ---- | --------- |
| 1910 | 107       |
| 1933 | 111       |
| 1939 | 108       |
| 2002 | 3         |
| 2010 | 2         |

## Kirche
Die vor 1945 überwiegend evangelische Bevölkerung Goythenens war in das Kirchspiel der Pfarrkirche in Pobethen (heute russisch: Romanowo) eingegliedert. Es gehörte zum Kirchenkreis Fischhausen (Primorsk) innerhalb der Kirchenprovinz Ostpreußen der Kirche der Altpreußischen Union. Heute liegt Geroiskoje im Einzugsgebiet der in den 1990er Jahren neu entstandenen evangelisch-lutherischen Gemeinde in Selenogradsk (Cranz), einer Filialgemeinde der Auferstehungskirche in Kaliningrad (Königsberg) innerhalb der Propstei Kaliningrad der Evangelisch-lutherischen Kirche Europäisches Russland.